# Phaedra
Phaedra (br: Profanação) é uma co-produção franco-greco-americana de 1962 do gênero drama, dirigido por Jules Dassin. Roteiro de Jules Dassin e Margarita Lymberaki que transpôs para os dias atuais a tragédia grega de autoria de Eurípedes que por sua vez se baseou no mito de Fedra e Hipólito.

## Elenco
- Melina Mercouri...Fedra
- Anthony Perkins...Alexis
- Raf Vallone...Thanos
- Elizabeth Ercy...Ercy
- Olympia Papadouka...Anna
- Zorz Sarri (Georges Saris)...Ariadne
- Andreas Filippides...Andreas
- Jules Dassin...Christo
- Marc Bohan

## Sinopse

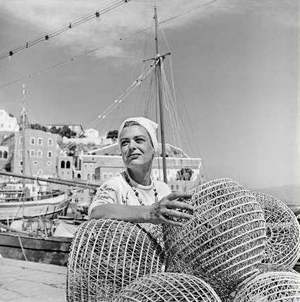
Melina Mercouri atuando em Phaedra (1962), retratada pelo fotógrafo grego Dimitri Papadimos. Sua atuação lhe rendeu indicações a o BAFTA e ao Globo de Ouro

Thanos, rico e ambicioso armador grego, quer se tornar mais poderoso do que seu sogro, outro grande empresário construtor de navios. É casado com Fedra, cobiçada pelos homens e invejada pela irmã. Thanos a incumbe de viajar para a Inglaterra e convencer Alexis, o filho dele com a ex-mulher, a deixar a pintura e entrar para os negócios da família. Fedra, que não conhecia o rapaz, se apaixona ao vê-lo e é correspondida. No entanto, se nega a deixar o pai dele e pede a Alexis para que não retorne à Grécia, fazendo com que seja desprezada pelo rapaz. Fedra, contudo, não suportará ficar longe de Alexis e esse amor causará uma tragédia na vida de todos da família.

## Indicações
- Ao Oscar de melhor figurimo (Theoni V. Aldredge). [3]
- Ao BAFTA por melhor atriz estrangeira (Melina Mercouri).[4]
- Ao Globo de Ouro ao prêmio de melhor atriz dramática (1963), Melina Mercouri.[5]